# 粕川町女渕
粕川町女渕（かすかわまちおなぶち）は、群馬県前橋市の地名。旧粕川村時代は、住所で勢多郡粕川村大字女渕の地域である。また、前橋市合併後は村名の粕川村が粕川町となり、そのあと大字名がつくため前橋市粕川町○○となる。面積は2.34km2(2013年現在)。郵便番号は371-0214。

## 地理
前橋市の東部、赤城山の南麓で、粕川中流域に位置する。

### 河川
- 粕川

## 歴史
戦国時代頃からある地名である。江戸時代になるとはじめ大胡藩領で、元和4年に前橋藩領、明和4年に幕府領、安永8年からは出羽松山藩領だった。寛永元年に新屋村と込皆戸村を分村した。

### 年表
- 1889年 市町村制が施行され、14村が合併し、群馬県南勢多郡粕川村大字女渕となる。
- 1896年 郡統合（東群馬郡と南勢多郡の統合）により勢多郡に所属し勢多郡粕川村大字女渕となる。
- 2004年 平成の大合併で粕川村は、宮城村、大胡町とともに、前橋市に合併し、群馬県前橋市粕川町新女渕となる。

### 地名の由来
天慶年間に南淵朝臣秋郷という豪族がいて、土地の者はその恩恵をあがめて御南淵様といい、のちに女渕となったとも、昔高野辺家成という者に女子がいたが、継母がこれを憎み朗等と謀って摩住多の淵に沈め、のちにその淵を女の淵と呼んだことにもよる。

## 世帯数と人口
2017年（平成29年）8月31日現在の世帯数と人口は以下の通りである。
| 町丁       | 世帯数  | 人口    |
| ---------- | ------- | ------- |
| 粕川町女渕 | 748世帯 | 2,062人 |

## 小・中学校の学区
市立小・中学校に通う場合、学区は以下の通りとなる。
| 番地 | 小学校             | 中学校             |
| ---- | ------------------ | ------------------ |
| 全域 | 前橋市立粕川小学校 | 前橋市立粕川中学校 |

## 交通

### 鉄道
町の中心を線路が横断しているが、町内に駅はない。近隣に上毛電気鉄道上毛線粕川駅がある。

### バス
赤城タクシーが運行を行っているデマンドバス方式のふるさとバスがある。

### 道路
県道は群馬県道102号三夜沢国定停車場線、群馬県道3号前橋大間々桐生線が通過。

## 施設
- 前橋市立粕川小学校
- 前橋東警察署女渕駐在所

## 避難所
当町が避難対象区域となった場合、町内にある前橋市立粕川小学校に避難する。